# Международный теннисный турнир в Сиднее 2010
Международный теннисный турнир в Сиднее 2010 года — ежегодный профессиональный теннисный турнир в серии ATP 250 для мужчин и премьер серии для женщин. Соревнования в 118-й раз проводится на открытых хардовых кортах Олимпийского теннисного парка в Сиднее, Австралия. Турнир прошёл с 10 по 16 января.
Прошлогодние победители:
- в мужском одиночном разряде —  Давид Налбандян
- в женском одиночном разряде —  Елена Дементьева
- в мужском парном разряде —  Боб Брайан и  Майк Брайан
- в женском парном разряде —  Се Шувэй и  Пэн Шуай

## Соревнования

### Одиночные турниры

#### Мужчины
Маркос Багдатис обыграл  Ришара Гаске со счётом 6-4 7-6(2).
- Багдатис выигрывает 1-й титул в сезоне и 4-й за карьеру в основном туре ассоциации.
- Гаске уступает свой 1-й финал в сезоне и 8-й за карьеру в основном туре ассоциации.

#### Женщины
Елена Дементьева обыгрывает  Серену Уильямс со счётом 6-3, 6-2.
- Дементьева выигрывает 1-й титул в сезоне и 15-й за карьеру в туре ассоциации.
- Уильямс уступает свой 1-й финал в сезоне и 14-й за карьеру в туре ассоциации.

### Парные турниры

#### Мужчины
Даниэль Нестор /  Ненад Зимонич обыграли  Росса Хатчинса /  Джордана Керра со счётом 6-3, 7-6(5).
- Нестор выигрывает 1-й титул в сезоне и 65-й за карьеру в основном туре ассоциации.
- Зимонич выигрывает 1-й титул в сезоне и 33-й за карьеру в основном туре ассоциации.

#### Женщины
Кара Блэк /  Лизель Хубер обыграли  Татьяну Гарбин /  Надежду Петрову со счётом 6-1, 3-6, [10-3].
- Блэк выигрывает 2-й титул в сезоне и 53-й за карьеру в туре ассоциации.
- Хубер выигрывает 2-й титул в сезоне и 41-й за карьеру в туре ассоциации.